# Jan Marinus de Feijter
Jan Marinus de Feijter (Stavenisse, 22 februari 1879 – 12 februari 1977) was een Nederlands onderwijzer en schoolboekenschrijver. De Feijter was onderwijzer in Rotterdam, Amsterdam en Den Haag. Met Roelof Schuiling was hij verantwoordelijk voor de serie aardrijkskundige schoolplaten Nederlandsche landschappen: aardrijkskundige wandplaten van Nederland, die in 1912 werd uitgebracht bij Noordhoff.

## Biografie
De Feijter werd geboren in Stavenisse. In 1898 slaagde hij in Middelburg voor de akte Lager Onderwijs. Hij werd daarna onderwijzer in Rotterdam. In 1905 trouwde hij aldaar met Maria Bunk (1880-1958). Zij was een zuster van de componist Gerard Bunk. Het echtpaar verhuisde naar Amsterdam, waar zij drie kinderen kregen, onder wie kinderboekenillustratrice Miep de Feijter. Van 1913 tot 1917 woonde het gezin in Rotterdam, waar De Feijter hoofd van een lagere school was. Eind 1916 werd hij benoemd tot schoolhoofd in Den Haag. In 1917 verhuisde het gezin naar Den Haag.

### Publicaties
In 1910 benaderde De Feijter uitgeverij Noordhoff met het aanbod om een serie aardrijkskundige schoolplaten uit te brengen. Als adviseur werd Roelof Schuiling aangetrokken. De serie heeft tot in de jaren vijftig bestaan. Daarnaast schreef De Feijter diverse schoolboeken, waaronder De Noordzee (1927).
In 1933 bracht De Feijter samen met Adriaan Viruly bij Noordhoff het schoolboek Met de K.L.M. naar Indië uit, dat meermalen werd herdrukt. In 1939 publiceerden zij samen het boek Kinderen mogen vliegen. In hetzelfde jaar nam hij afscheid als schoolhoofd.
In 1975 stond hij nog centraal in de rubriek Tip van Lezers, in het Algemeen Dagblad. Hij overleed in 1977.

## Tentoonstelling
In de periode 1992/94 vond de tentoonstelling Veranderend landschap, met zijn schoolplaten-serie, plaats. De tentoonstelling startte in 1992 in het Drents Museum en reisde vervolgens langs diverse musea in Nederland.
- International Standard Name Identifier: 0000 0000 5077 9105
- Library of Congress Control Number: nb2002041150
- Nederlandse Thesaurus van Auteursnamen: 151358214
- Virtual International Authority File: 19188130
- WorldCat: E39PCjwrJyVPg8bWjjyby8pQMP